# هضبة العجمة
هضبة العجمة هضبة في سيناء تمثل القسم الجنوبي من الإقليم الهضبى الأوسط وتشغل ثلث مساحته، وتعد أكثر ارتفاعا من هضبة التيه
ويبلغ متوسط منسوبها نحو 1,200 متر فوق سطح البحر وتتميز بعدم استواء سطحها نسبيا وتشرف الهضبة من شرق على خليج السويس بارتفاع متوسط نسبيا. لا يتجاوز الألف متر بحافة مضرسة تقطعها الأودية التي ترفد وادي الوثير. وتشرف غربا على خليج السويس بحافة شديدة الانحدار تنتهى بسهل ساحلى ضيق الاتساع. ويقطع الحافة الغربية لهضبة العجمة العديد من الأودية وتحولها إلى كتل وحافات جبلية، ومن هذه الأودية وادي وسيط ووادي بعبع ووادي سدرى، وأهم الكتل الجبلية جبل حمام فرعون (494 متر) وام مغرب (920 متر) وجبل غرابى (478 متر).